# 3866 Langley
För andra betydelser, se Langley.
3866 Langley eller 1988 BH4 är en asteroid i huvudbältet som upptäcktes den 20 januari 1988 av den belgiske astronomen Henri Debehogne vid La Silla-observatoriet. Den är uppkallad efter den amerikanske astronomen Samuel Pierpont Langley.
Asteroiden har en diameter på ungefär 23 kilometer.